# Papirus Oxyrhynchus 3035

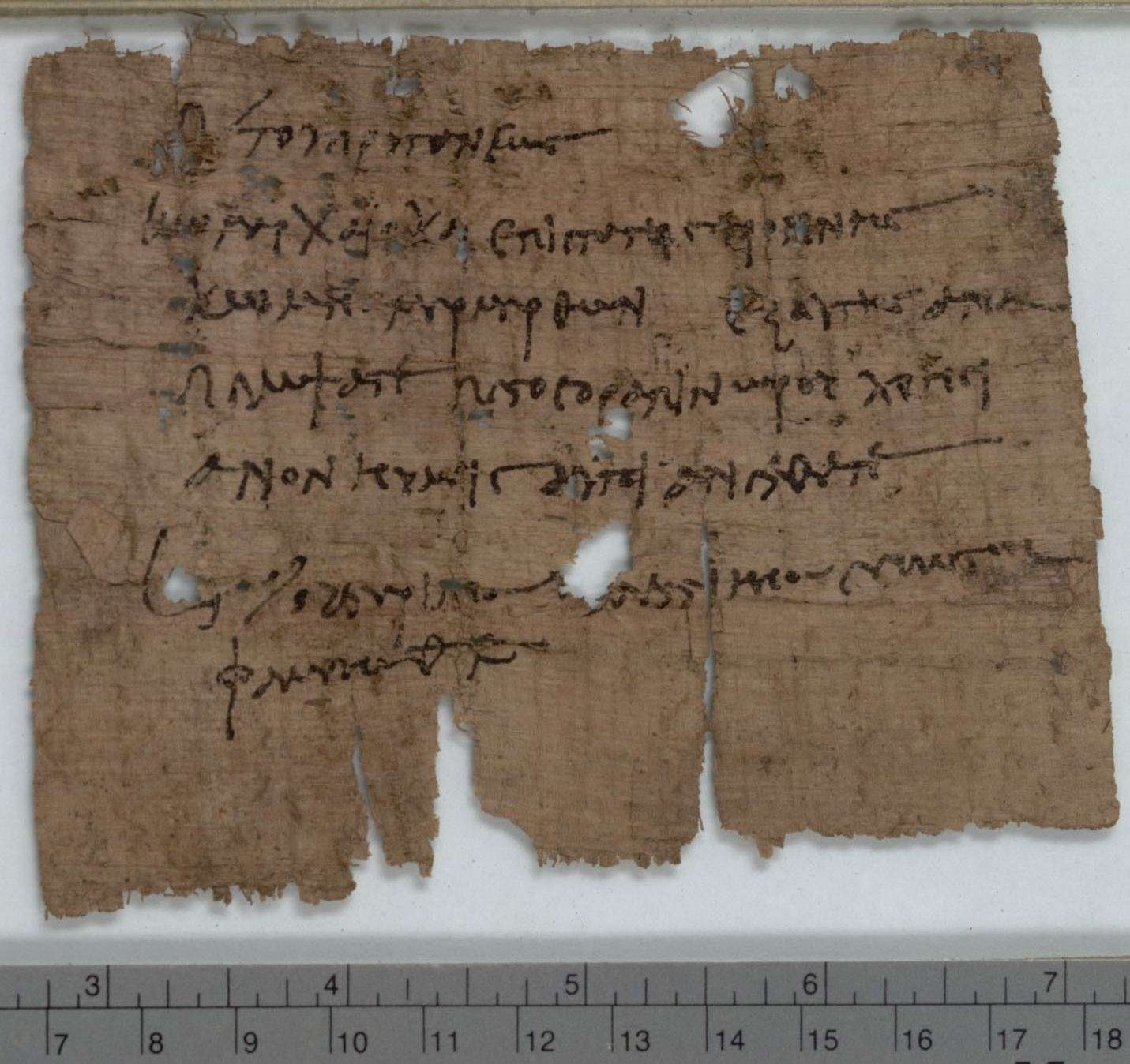
Papirus Oxyrhynchus 3035

Papirus Oxyrhynchus 3035 oznaczany jako P.Oxy.XLII 3035 – nakaz aresztowania chrześcijanina, wydany w dniu 28 lutego 256 roku n.e. przez władze Imperium Rzymskiego. Dokument został sporządzony na papirusie na pojedynczym arkuszu. Jest to jedno z pierwszych użyć słowa „chrześcijanin” potwierdzone na piśmie. Tekst został opublikowany w roku 1974 przez P. J. Parsonsa w The Oxyrhynchus Papyri, część XLII (42).

## Opis
Nakaz został wydany przez szefa rady rządzącej w Oksyrynchos dla służb porządkowych w wiosce, by aresztować mężczyznę opisanego jako chrześcijanin. Powody, które doprowadziły do tego, że chrześcijanin miał podlegać aresztowaniu nie zostały podane – chyba że chodzi o samo wyznawanie wiary chrześcijańskiej. Ten dokument może tłumaczyć prześladowanie chrześcijan, ale chrześcijanie byli powszechnie tolerowani przez władze, z wyjątkiem charakterystycznych i wyjątkowych okresów, o których wiemy z innej dokumentacji. Jeden z takich okresów został jednak „ustanowiony na podstawie rozkazu cesarza Waleriana I w roku 257 i 258 n.e.”
Rękopis jest datowany na podstawie ostatnich linijek dokumentu na trzeci rok koregencji Waleriana I z jego synem Galienem, co pozwala określić rok powstania manuskryptu jako 256 rok n.e. Dzień i miesiąc spisania dokumentu również zostały podane w ostatnim wierszu. Nazwa miesiąca to Famenot w kalendarzu egipskim i odpowiadającym mu kalendarzu koptyjskim. Nakaz został wydany w trzecim dniu tego miesiąca co jest odpowiednikiem 28 lutego 256 roku n.e. w kalendarzu gregoriańskim.

## Tekst grecki
π[αρὰ] τοῦ πρυτάνεως
κωμάρχαις καὶ ἐπιστάταις εἰρήνης
κώμης Μερμέρθων. ἐξαυτῆς ἀνα-
πέμψατε Πετοσαρᾶπιν Ὥρου χρησι-
ανὸν, ἢ ὑμεῖς αὐτοὶ ἀνέλθατε.
[ἔτους] 3 Οὐαλεριανοῦ καὶ Γαλλιηνοῦ Σεβαστῶν
Φαμενὼθ 3.
Rękopis jest przechowywany w Papyrology Rooms, Sackler Library w Oksfordzie (P.Oxy.XLII 3035).